# محمد جودة (لاعب كرة قدم مواليد 1979)
محمد جودة موسى حامد لاعب كرة قدم مصري معتزل، كان يلعب في في مركز خط الوسط ، لعب للعديد من الأندية المصرية بالإضافة إلى احترافه في أوروبا، ولعب أيضًا للمنتخب الوطني عدة مباريات.

## روابط خارجية
- محمد جودة على موقع اتحاد تركيا (لاعب) (الإنجليزية)
- محمد جودة على موقع قاعدة بيانات كرة القدم.إي يو (الإنجليزية)
- محمد جودة على موقع ناشيونال فوتبول تيمز (الإنجليزية)

- محمد جودة